# تهویه و سرمایش طبیعی در ساختمان‌های سنتی ایران
تهویه و سرمایش طبیعی در ساختمان‌های سنتی ایران کتابی از مهدی بهادری نژاد و محمود یعقوبی است که در سال ۱۳۸۵ منتشر و در مراسم کتاب سال جمهوری اسلامی ایران به‌عنوان کتاب برگزیده معرفی شد.